# Lucio Cornelio Cinna (console 87 a.C.)
Lucio Cornelio Cinna (in latino Lucius Cornelius Cinna, in greco antico Λεύκιος Κορνήλιος Κίννας; 132 a.C. circa – Ancona, 84 a.C.) è stato un politico e militare romano.
Prese parte alla guerra sociale e, dopo la marcia su Roma di Silla, ottenne nell'87 a.C. il consolato. Poco dopo la partenza di Silla ne divenne un fiero oppositore, per cui fu cacciato da Roma, ma, alleatosi con Gaio Mario, ritornò nella città, dove iniziò a perseguitare i patrizi e i nobili.
Rieletto console per l'86 a.C. insieme a Mario, dopo la morte di quest'ultimo divenne di fatto il padrone della repubblica e mantenne il consolato per altri due anni di seguito, fino all'84 a.C.. Durante il suo regime si fece fautore delle politiche riformiste dello schieramento dei populares. Dopo che l'esercito di Lucio Valerio Flacco fu passato nelle file di Silla, il quale aveva gestito una guerra contro Mitridate VI del Ponto e stava ritornando per prendere il controllo della Repubblica, Cinna pianificò una campagna contro di lui, ma nel corso della preparazione fu ucciso da alcuni soldati ammutinati ad Ancona.

## Biografia

### Origine
Cinna apparteneva all'antica e ramificata famiglia patrizia dei Cornelii. Il cognomen Cinna appare nelle fonti nel II secolo a.C., quindi relativamente tardi; per questo motivo, lo studioso tedesco F. Münzer suggerisce che i Cinnae potrebbero appartenere a un ramo non patrizio della gens Cornelia, come potrebbe essere anche per i Mammulae e i Sisennae. Secondo i fasti capitolini, il padre e il nonno di Cinna avevano lo stesso praenomen, ossia Lucio. Il nonno viene identificato con un triumvir monetalis che operò intorno al 169-158 a.C., mentre il padre come il console del 127 a.C., il primo della gens Cornelia con il cognomen Cinna a ricoprire la più alta magistratura della repubblica romana.

### Inizio della carriera
Sulla base delle disposizioni della lex Villia annalis del 180 a.C., la quale disponeva le età necessarie per ricoprire le magistrature del cursus honorum, si può datare la nascita di Cinna intorno al 132 a.C.; non si hanno notizie di lui fino a quando non ricoprì, intorno al 90 a.C., la carica di pretore. Alla fine del 91 a.C. gli italici, privi della cittadinanza romana ed esclusi dalla vita politica della repubblica, si ribellarono a Roma, dando inizia alla guerra sociale (91-88 a.C.). Marco Tullio Cicerone, in una delle sue orazioni, parlando di questo conflitto militare, menziona Cinna in qualità di legato, descrivendolo come "un uomo molto capace in ambito militare". Come suggerisce Broughton, probabilmente questa descrizione è riferita all'89 a.C., anno in cui avrebbe condotto una legione sotto il comando del console Gneo Pompeo Strabone. In seguito Cinna, insieme a Quinto Cecilio Metello Pio, vinse i Marsi e il loro comandante Poppedio Silone in numerosi scontri bellici, al punto da costringerli a chiedere la pace. Nonostante la schiacciante vittoria militare dei romani, gran parte degli italici ottenne la cittadinanza o lo ius Latii in base alle disposizioni della lex Iulia de civitate, della lex Plautia Papiria e della lex Pompeia de Transpadanis.
Subito dopo la fine della guerra, a Roma iniziarono i conflitti politici interni: nell'88 a.C. il tribuno della plebe Publio Sulpicio Rufo cercò di ampliare i diritti degli italici che avevano appena ricevuto la cittadinanza: costoro erano stati momentaneamente inseriti in dieci nuove tribù appositamente formate, ma che votavano per ultime, ragion per cui la loro influenza e le loro opinioni rimanevano limitate o addirittura non espresse; quindi il grande obiettivo del momento per i populares era quello di distribuire i nuovi cittadini italici nelle preesistenti trentacinque tribù. Oltre a far passare un plebiscito per questa distribuzione (lex Sulpicia de novorum civium libertinorumque suffragiis), Publio Sulpicio riuscì a farne approvare un altro, che consegnava a Gaio Mario il comando della guerra contro Mitridate VI del Ponto, togliendolo quindi al console Lucio Cornelio Silla. Ma questi, che stava preparando le legioni per andare in Oriente, reagì subito: marciò con il suo esercito su Roma e occupò la città, dopodiché represse l'opposizione politica, e fece uccidere Publio Sulpicio; avrebbe ucciso anche Mario, che però fece in tempo a fuggire in Africa. Durante l'occupazione della città, Silla abolì le riforme di Sulpicio, limitò i poteri dei concili della plebe e quelli dei tribuni.
In tutto questo, non si hanno notizie di un eventuale coinvolgimento di Cinna in questi eventi e non è nemmeno chiaro se già all'epoca avesse dichiarato la sua appartenenza alla fazione di Mario o a quella di Silla e secondo alcuni studiosi nell'88 a.C. Cinna era ancora in uno stato di neutralità; F. Münzer ritiene invece che già all'epoca Cinna fosse un esponente della fazione mariana, appoggiandosi alle opere di due autori antichi come fonti:
- Plutarco, che nelle Vite parallele di Lisandro e Silla scrisse che Cinna era "dello schieramento opposto" a quello di Silla;[14]
- Appiano, che nella Storia Romana dice che Cinna incoraggiò "gli amici degli esuli” (cioè i sostenitori di Mario cacciati da Roma da Silla).[15]

In ogni caso, se affiliato con i populares o meno, grazie ai suoi meriti militari Cinna spiccò tra i candidati al consolato per l'anno successivo, l'87 a.C.; Silla, che presiedeva alle elezioni, a causa dell'impopolarità delle sue recenti azioni, non vide il suo candidato Publio Servilio Vatia tra i candidati al consolato vincenti. Vennero invece eletti al consolato per l'87 a.C. Cinna e il plebeo Gneo Ottavio, probabilmente perché non erano stati pienamente coinvolti nei recenti avvenimenti, non avendo assunto le parti di una o dell'altra fazione.

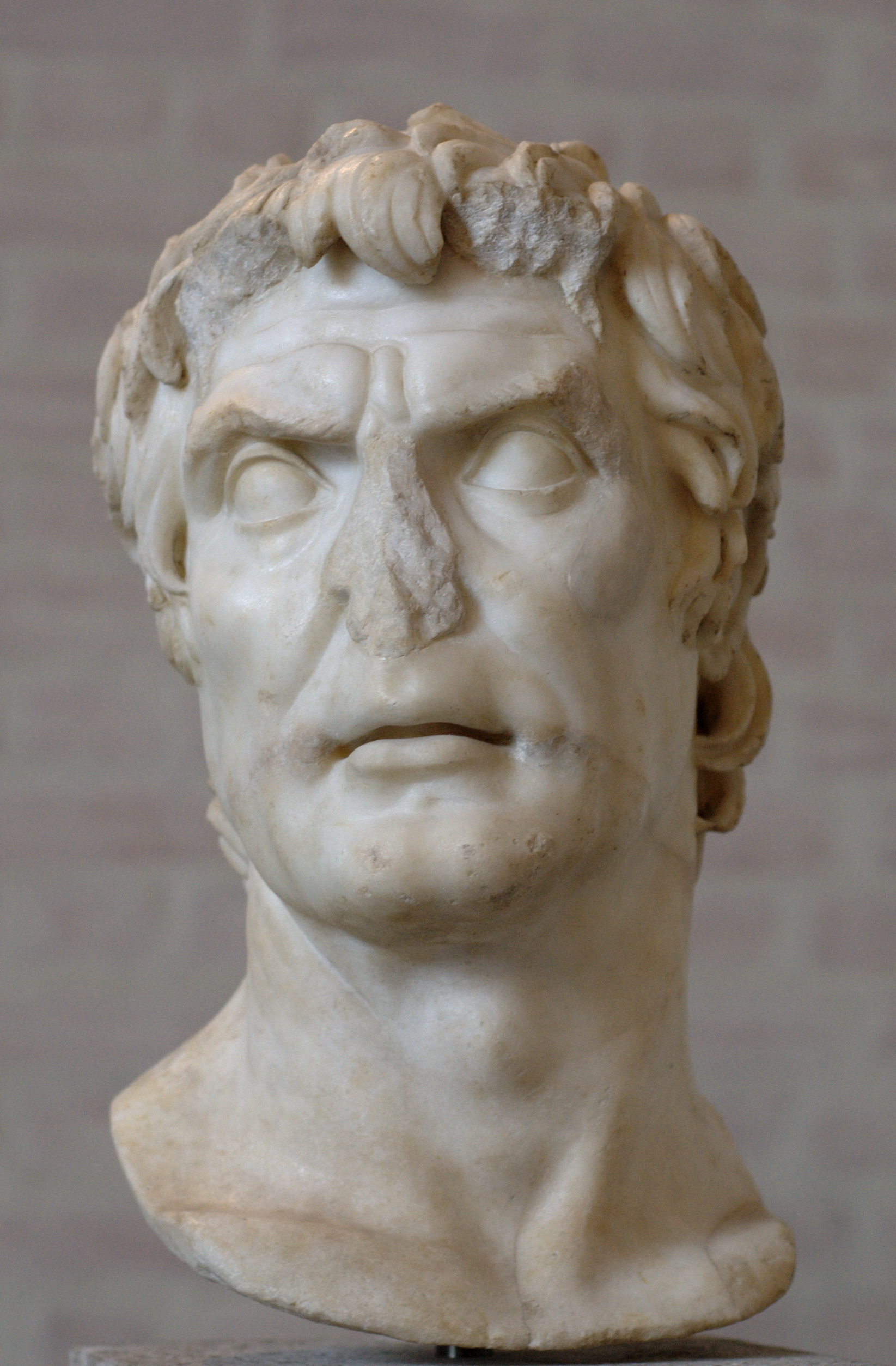
Busto di Lucio Cornelio Silla

Probabilmente Silla, a causa della sua precaria situazione a Roma, non interferì nel procedimento elettorale, ma fece giurare a Cinna di non attentare alla costituzione romana così come le precedenti riforme l'avevano trasformata. Plutarco suggerisce addirittura che Silla avrebbe sostenuto l'elezione di Cinna per non alienarsi del tutto il popolo. Similmente sostiene Cassio Dione, che dice che Ottavio e Cinna furono eletti perché il primo non avrebbe posto problemi, mentre il secondo, che aveva già una certa influenza, sarebbe stato un buon alleato qualora non se lo fosse inimicato.
(Plutarco, Vite parallele, Silla, 10, 4)
È probabile che simile giuramento fosse stato prestato anche da Gneo Ottavio, anche se non ve n'è attestazione; questo perché sarebbe stato esagerato e umiliante far giurare solo Cinna dei due candidati.

### Primo consolato
Appena Cinna e Gneo Ottavio entrarono in carica nell'87 a.C. il tribuno della plebe Marco Virgilio avviò dei procedimenti giudiziari contro Silla, secondo alcune fonti su ordine di Cinna stesso. Non si sanno esattamente le accuse rivolte al proconsole, ma, se si prendono in considerazione le innumerevoli azioni illegali da lui perpetrate, potrebbe trattarsi dell'assassinio di un tribuno della plebe (Sulpicio), oppure dell'aver varcato il pomerium in armi. Lo scopo dell'accusa probabilmente consisteva nell'accelerare la partenza di Silla, in modo tale di avere campo libero per effettuare azioni di aperta opposizione al più presto, oppure nel togliere il comando a Silla. Ad ogni modo con l'avvio di questi procedimenti giudiziari sarebbe anche risorta una corrente politica anti-sillana, che avrebbe reso più semplice abrogare le leggi che lui aveva approvato.
In ogni caso, Silla ignorò l'accusa e, nell'87 a.C., attraversò i Balcani col suo esercito. Rimanendo con Ottavio a capo della Repubblica, Cinna iniziò a cercare nuovi alleati politici e probabilmente fu proprio per aumentare la sua influenza che decise di aderire a quelli che erano stati i programmi politici di Marco Livio Druso e Publio Sulpicio, perciò ripropose il disegno di legge sull'equa distribuzione degli italici tra tutte le tribù. Queste azioni legislative lo spinsero inevitabilmente ad essere considerato come uno dei mariani, i quali solo un anno prima, con Sulpicio, erano stati fautori di riforme di identico stampo; e infatti, il secondo proposito di Cinna fu una proposta per riportare Mario e i suoi sostenitori dall'esilio. Secondo Appiano sarebbe stata pagata a Cinna, da parte dei populares, una tangente di 300 talenti, il che giustificherebbe il suo repentino schieramento a favore di questa fazione. Bisogna tenere conto che, fino alle elezioni, Cinna difficilmente si sarebbe potuto dichiarare a favore della distribuzione dei nuovi cittadini nelle tribù, altrimenti non avrebbe vinto facilmente.
(Appiano di Alessandria, Storia romana (Appiano), I, 65)
Il console Gneo Ottavio, collega di Cinna, si oppose a queste azioni e, a quanto pare, fu sostenuto dalla maggioranza della plebe e della nobiltà della città. I tribuni della plebe posero il veto al disegno di legge e allora Cinna fece venire a Roma un enorme flusso dei nuovi cittadini che chiesero la revoca del veto, ma la reazione che scaturì portò il Senato ad emettere il senatusconsultum ultimum, e i sostenitori di Ottavio attaccarono i sostenitori di Cinna che occupavano il Foro. Questi ultimi, secondo Appiano, erano più numerosi, ma furono poco valorosi nello scontro; gli Ottaviani arrivarono ad allestire un vero e proprio massacro, in cui morirono circa diecimila persone. Cinna allora "si affrettò per la città chiamando in suo aiuto gli schiavi promettendo loro in cambio la libertà", ma nessuno rispose a questa chiamata - anche se alcuni ritengono che questo episodio fu inventato in seguito dai nemici di Cinna -, perciò il console si trovò costretto a fuggire da Roma per cercare sostegno nelle città vicine.
Il Senato decise allora di destituire Cinna dalla carica di console; da un punto di vista strettamente legale, ciò sarebbe stato giustificato dal fatto che Cinna aveva lasciato la città in tumulto e aveva promesso la libertà agli schiavi. Fu eletto al suo posto un parente, il flamine di Giove Lucio Cornelio Merula. Questa improvvisa destituzione arbitraria del Senato fece diventare Cinna, agli occhi di molti cittadini romani e di molti municipi limitrofi, un difensore della costituzione repubblicana e della sua legalità. Tibur, Preneste e altre città che avevano ricevuto la cittadinanza cominciarono a schierarsi dalla sua parte e in quelle città Cinna iniziò a raccogliere truppe e denaro. Si unirono alla sua causa anche il figlio di Gaio Mario, Gneo Papirio Carbone e Quinto Sertorio, allora di rango questorio, un homo novus che era divenuto popolare grazie alle sue gesta militari, a cui Cinna aveva probabilmente fatto riferimento come principale consigliere militare. Poi il "console bandito" si recò a Capua, città assediata dall'esercito al comando di Appio Claudio Pulcro; i discorsi dei fuggitivi e il racconto della destituzione anticostituzionale del console emozionarono i soldati dell'esercito di Campania.
Ταῦτ' εἰπὼν ἐς ἐρέθισμα καὶ πολλὰ περὶ αὑτοῦ κατοικτισάμενος τήν τε ἐσθῆτα κατέρρηξε καὶ ἀπὸ τοῦ βήματος καταθορὼν ἔρριψεν αὑτὸν ἐς μέσους καὶ ἔκειτο ἐπὶ πλεῖστον, ἕως ἐπικλασθέντες ἀνέστησάν τε αὐτὸν καὶ καθίσαντες αὖθις ἐπὶ τοῦ θρόνου τάς τε ῥάβδους ἀνέσχον καὶ θαρρεῖν οἷα ὕπατον ἐκέλευον καὶ σφᾶς ἄγειν ἐφ' ὅ τι χρῄζοι.»
Disse questo per commuoverli, e, dopo aver suscitato molta pietà per sé stesso, si strappò le vesti, balzò giù dai rostri e si gettò a terra davanti a loro, dove rimase a lungo. Completamente commossi, lo fecero alzare in piedi; lo riportarono sulla sedia curule; innalzarono i fasci e lo pregarono di essere di buon umore, dato che era ancora console, e di condurli dove lui voleva.»
(Appiano di Alessandria, Storia Romana, I, 65-66)
I soldati perciò giurarono fedeltà a Cinna, che trovò dalla sua parte anche sei tribuni della plebe e un gran numero di senatori. Ottavio e Merula, intanto, convocarono a difesa di Roma Gneo Pompeo Strabone, che portò un esercito dal Picenum verso Roma, ma si fermò alla porta Collina e decise di non intervenire immediatamente a favore del governo insediato a Roma, assumendo un atteggiamento attendista poco chiaro: cominciò, a quanto pare, a negoziare sia con Cinna, sia col governo di Ottavio a Roma, al fine di procurarsi, per la seconda volta, la carica di console per l'anno successivo. Tito Livio lo accusa di aver fornito sostegno segretamente a Cinna e a Mario, mentre Mommsen esclude che Strabone abbia tentato di negoziare con i mariani, ma solamente col governo, cui si sarebbe rifiutato di prestare aiuto se non col compenso della carica di console.
Dopo essere venuto a conoscenza di cosa stava succedendo, Gaio Mario il vecchio sbarcò in Etruria, dove raccolse un esercito di seimila uomini, e si unì a Cinna. Quest'ultimo, che voleva farsi pubblicamente sostenitore del suo partito, gli offrì la carica proconsolare, ma questi rifiutò; tuttavia, nello svolgimento delle operazioni politico-militari, Mario divenne di fatto il capo della spedizione di Cinna e con lui al comando le ostilità si intensificarono bruscamente. I mariani presero Ostia e un certo numero di altre città circostanti e dopodiché interruppero la fornitura di pane dell'Urbe dopo averla praticamente circondata. Ottavio incaricò Quinto Cecilio Metello Pio, che stava assediando Nola, di negoziare una resa con i Sanniti e recarsi a Roma, ma le eccessive richieste degli assediati mandarono in fumo le trattative. Cinna e Mario invece si dichiararono disposti ad accettare di concedere ai Sanniti la cittadinanza e consegnare il bottino e i prigionieri a seguito della guerra sociale e stipularono un trattato di alleanza. Frattanto un distaccamento inviato da Cinna occupò Ariminum per escludere la possibilità di un intervento nemico dalla Gallia Cisalpina.
Roma era circondata da quattro eserciti, comandati da Cinna, Mario, Sertorio e Gneo Papirio Carbone. Le trattative con Pompeo Strabone fallirono (probabilmente per il fatto che quest'ultimo non poteva contare su un consolato dopo l'arrivo di Mario, che sicuramente avrebbe occupato la carica l'anno seguente se avesse preso Roma), e quindi Cinna cercò di eliminare Pompeo per attirare poi i suoi soldati al suo fianco. I pompeiani da lui corrotti stavano per appiccare il fuoco alla tenda del loro comandante, ma l'attentato fallì.
Probabilmente fu dopo questo che Strabone iniziò a difendere più attivamente Roma, in piccoli scontri, scaramucce non decisive. Ma ben presto iniziò un'epidemia negli eserciti dei difensori, che causò la morte di diciassettemila soldati e dello stesso Gneo Pompeo. Presto dal Sannio in aiuto del Senato arrivò Metello Pio, che aveva lasciato un piccolo distaccamento a Nola: i guerrieri di Pompeo gli offrirono di essere presi sotto il suo comando, ma ricevettero l'ordine di andare da Ottavio, alché decisero di passare nell'esercito di Cinna. Nel primissimo scontro tra Metello Pio e Cinna, i soldati, invece di combattere, cominciarono a salutarsi e, a seguito di ciò, Metello Pio ritirò le truppe e presto iniziò i negoziati con Cinna e Mario.
Entrambe le parti in queste trattative fecero delle concessioni, tra le quali Metello Pio riconobbe Cinna come console. Inizialmente Mario da una parte e Ottavio dall'altra criticarono quest'accordo, ma, dopo che Metello Pio ebbe lasciato Roma, Ottavio dovette cedere e iniziò a stipulare accordi con i mariani. Cinna potrebbe essersi messo d'accordo con Metello Pio facendo intercessione attraverso dei legami famigliari: il padre di Metello Pio, Quinto Cecilio Metello Numidico, era amico del padre e dello zio del genero di Cinna - Gneo e Lucio Domizio Enobarbo.

### Terrore di Mario

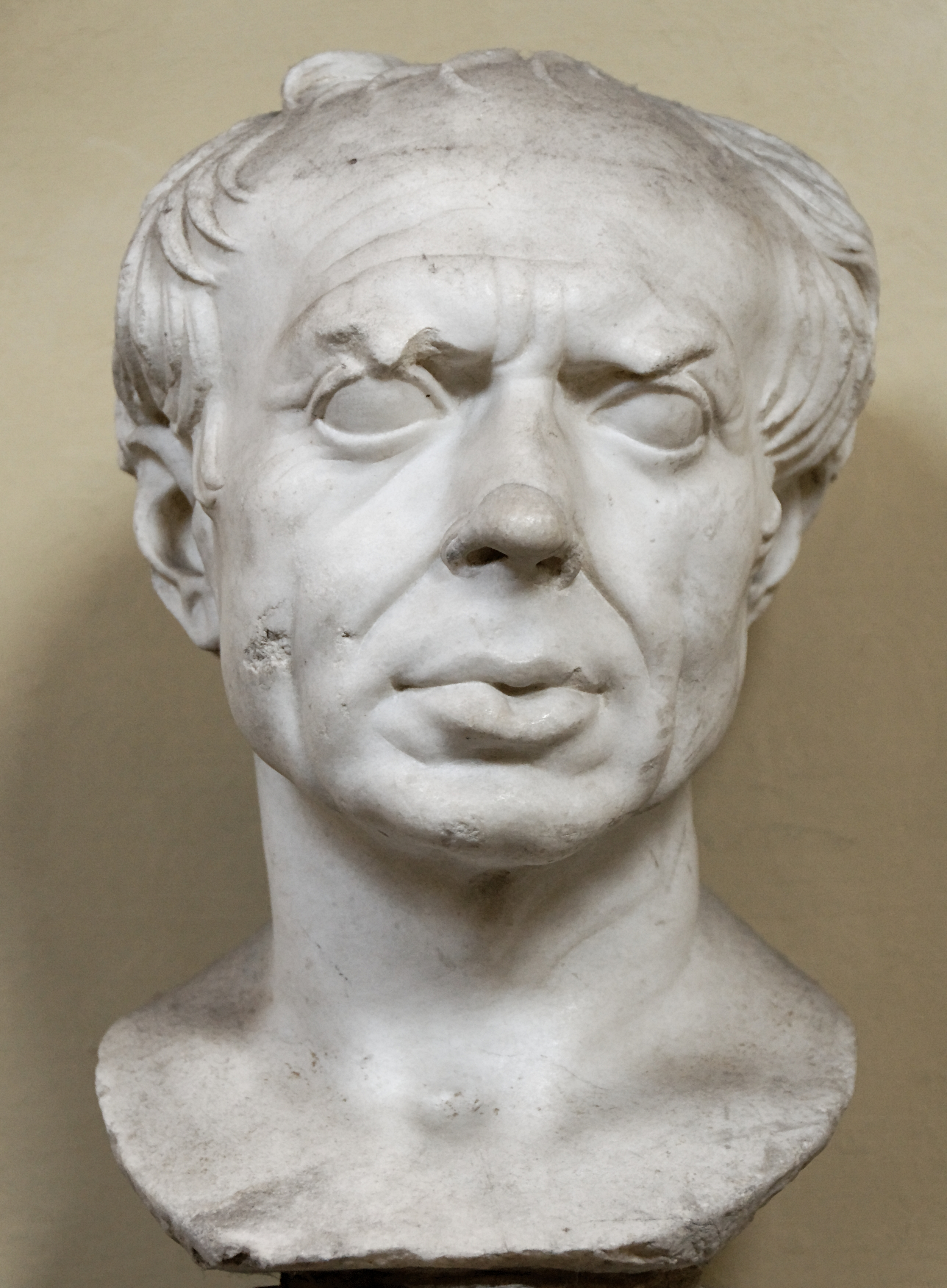
Il busto di Gaio Mario al Museo Chiaramonti.

Rimasto senza la protezione di Metello Pio, al governo di Roma non rimaneva che arrendersi. Il Senato inviò ambasciatori a Cinna, ripristinato nella carica di console, con la sola richiesta di non avviare rappresaglie in città. Cinna, ricevuti gli ambasciatori seduto sulla sedia curule, promise che non ci sarebbero stati omicidi, "ma Mario, in piedi accanto alla sedia del console senza dire una parola, fece capire per tutto il tempo, dalla pesantezza della sua espressione e dall'oscurità del suo sguardo, che avrebbe riempito la città di stragi il prima possibile".
Nonostante le promesse, Gneo Ottavio, l'acerrimo nemico di Cinna, fu ucciso subito dopo l'introduzione delle truppe in città: attendeva la morte sul Gianicolo, seduto sulla sua sedia curule, in abito consolare, quando Gaio Marcio Censorino gli tagliò la testa per poi portarla a Cinna, che la appese sul foro, davanti ai rostri. Poi, secondo gli autori antichi, il terrore dilagò in tutta la città: i nemici di Cinna e Mario furono uccisi senza pietà, furono commessi oltraggi sui loro corpi e le teste dei senatori uccisi furono esposte in pubblico. Furono confiscate le proprietà di tutti gli oppositori e le loro famiglie furono vittime di violenze di ogni genere. In tutto questo si distinse soprattutto Mario, che diede preciso ordine di uccidere chiunque lui incrociasse e si rifiutasse di salutare per strada.
κτεινομένων δὲ πολλῶν, Κίννας μὲν ἀμβλὺς ἦν καὶ μεστὸς ἤδη τοῦ φονεύειν, Μάριος δὲ καθ' ἑκάστην ἡμέραν ἀκμάζοντι τῷ θυμῷ καὶ διψῶντι διὰ πάντων ἐχώρει τῶν ὁπωσοῦν ἐν ὑποψίᾳ γεγονότων. καὶ πᾶσα μὲν ὁδός, πᾶσα δὲ πόλις τῶν διωκόντων καὶ κυνηγετούντων τοὺς ὑποφεύγοντας καὶ κεκρυμμένους ἔγεμεν. ἠλέγχετο δὲ καὶ ξενίας καὶ φιλίας πίστις οὐδὲν ἔχουσα παρὰ τὰς τύχας βέβαιον· ὀλίγοι γὰρ ἐγένοντο παντάπασιν οἱ μὴ προδόντες αὐτοῖς τοὺς παρὰ σφᾶς καταφυγόντας.»
(Plutarco, Vite parallele, Mario, 43)
Probabilmente, questa immagine contiene una serie di esagerazioni dovute all'intento dei Sillani di presentare il terrore mariano come un fatto più terribile di quanto non fosse in realtà: in alcuni casi nell'esecuzione degli oppositori è stata osservata almeno l'apparenza della legalità, come accadde per Lucio Cornelio Merula, il quale, anziché essere ucciso a sangue freddo, fu processato (ma prima del verdetto si recise le vene); i rapporti delle fonti sui sequestri sono estremamente vaghi, ma il terrore mariano colpì indiscriminatamente senatori di dignità consolare e pretorile: oltre a Ottavio e Merula, morirono altri personaggi insigni, del calibro di Quinto Lutazio Catulo, Marco Antonio Oratore, Publio Licinio Crasso, Lucio Giulio Cesare, Gaio Giulio Cesare Strabone Vopisco, e Quinto Ancario. Cicerone scrive che “i cittadini più illustri furono uccisi, e i lumi della città furono spenti”.
Cinna e Mario si crearono consoli per l'anno successivo, senza tenere alcun tipo di elezioni o assemblee popolari. Ma Mario, già settantenne, morì di malattia nelle Idi di gennaio (13 gennaio). Subito dopo Cinna ordinò che gli schiavi-soldati reclutati da Mario - i Bardiei che imperversavano nella città - fossero uccisi; dopo di ciò il terrore cessò.

### Dominatio Cinnaee morte
Dopo la morte di Mario, Cinna fu per qualche tempo consul sine collega, ma poi nominò console suffetto Lucio Valerio Flacco; nell'85 e nell'84 a.C. continuò ad esercitare la carica di console insieme a Gneo Papirio Carbone, sempre senza elezioni, divenendo di fatto l'unico sovrano di Roma e della maggior parte delle province. Gli autori antichi chiamano il suo regno "strapotere", "monarchia" o anche "regno"; Cicerone lo descrive "Cinna, l'eccessivamente potente".
A seguito di tutto ciò che era accaduto, per forza di cose Cinna si appoggiava ai populares e alle classi sociali da questo schieramento sostenute. Riuscì a ristabilire buoni rapporti con il Senato, nonostante molti senatori fossero partiti per la Macedonia, la provincia di Silla, o in altre province, per sfuggire al suo governo della città. A giudicare dai provvedimenti di Silla contro l'ordine equestre dell'82 a.C., questa classe deve aver sostenuto il governo di Cinna, così come la plebe. Sono anche da tenere in considerazione, tra i sostenitori, le popolazioni dei Sanniti e dei Lucani, in seguito agli accordi presi nell'87 a.C. durante l'assedio di Roma.
Nell'86 a.C. una delle azioni mirate alla stabilizzazione della posizione interna di Cinna fu la risoluzione della crisi fiscale originatasi a seguito della guerra sociale: con una legge del suo collega console Lucio Valerio Flacco, i debitori avrebbero dovuto pagare solo un quarto del debito. La falsificazione delle monete era diventata un enorme problema, a cui Cinna pose una soluzione con il conio di altre monete che dovevano sostituire i falsi. In questa operazione furono impegnati, in qualità di triumviri monetales, i fratelli Gaio e Lucio Memmio; nell'85 inoltre, il pretore Marco Mario Gratidiano propose una legge sostenuta da numerosi pretori e tribuni della plebe che istituiva una carica con lo scopo di controllare ed eliminare le monete emesse dopo la lex Livia nummaria, che erano di minor valore.
Un altro aspetto importante del governo di Cinna fu la soluzione del problema degli italici che erano appena diventati cittadini romani. Dato l'atteggiamento diffidente dei vecchi cittadini, Cinna fu costretto a far procedere lentamente il processo di concessione dei diritti di cittadinanza per i nuovi cittadini: il censimento dell'86 a.C. mostrò solo un modesto aumento del numero totale dei cittadini e probabilmente, dei cittadini romani fuori del Lazio, teneva in considerazione solamente gli Etruschi e gli Umbri. L'intenzione originale dell'87 a.C. di distribuire i nuovi cittadini nelle tribù si realizzò solo nell'84 o addirittura nell'83 a.C. - dopo la morte di Cinna.
Ma il problema principale del regime di Cinna era Silla, che combatteva con i Ponti in Grecia. Già nell'86 a.C. Cinna aveva inviato Flacco con due legioni in Oriente, con uno scopo a noi non esattamente noto: Plutarco e Appiano scrivono che il compito formale di Flacco era di andare in guerra contro Mitridate, ma che il vero scopo era di combattere contro Silla per annientargli l'esercito; per uno e per l'altro obiettivo, Flacco non aveva sufficienti truppe, avendo al suo comando un terzo dell'esercito di Silla. Ma ci sono tesi secondo cui Flacco sarebbe stato inviato dal Senato per unirsi a Silla e dare un colpo decisivo al Ponto. Dopo un breve scontro tra i due eserciti romani in Tessaglia, Flacco si diresse verso il Ponto, passando per la Tracia, e poi attraverso l'Asia; ma all'inizio dell'85 a.C. fu ucciso in un ammutinamento organizzato da Gaio Flavio Fimbria, che ne usurpò il posto. Nell'84, tutto questo esercito passò al fianco di Silla.
Dopo aver stipulato un trattato di pace con Mitridate, Silla inviò due lettere al Senato, in cui elencava i suoi meriti e dichiarava che sarebbe presto tornato in Italia per salvare Roma dai malvagi che vi avevano preso il potere. In risposta, Cinna diede inizio a una serie di preparativi per una nuova guerra civile: reclutò truppe, riparò la flotta, raccolse cibo e denaro, fece propaganda tra gli italiani, spiegando che il conflitto era iniziato proprio per i loro diritti. Il Senato suggerì di avviare i negoziati di pace e ordinò persino a Cinna di sospendere la sua attività di mobilitazione, ma questi si limitò a blandirli con le parole.
All'inizio dell'84 a.C. e. i consoli iniziarono a trasportare il loro esercito dal nord Italia all'Illiria, forse per far esercitare le reclute in scontri con le tribù illiriche, per poi unirsi al governatore della Macedonia, Lucio Cornelio Scipione Asiatico, e sconfiggere Silla in Grecia. Ma i soldati chiaramente non volevano combattere con i loro concittadini e inoltre il mare era troppo agitato per una tranquilla traversata. Uno dei distaccamenti venne preso da una tempesta e i soldati sopravvissuti fuggirono alle loro case. Quando Cinna arrivò ad Ancona per ristabilire l'ordine nell'esercito, scoppiò un ammutinamento in cui restò ucciso da alcuni soldati.
(Appiano di Alessandria, Storia Romana, Guerre Civili, I, 78)
Secondo Plutarco, la ribellione iniziò a causa dei sospetti dei soldati che Cinna avesse ucciso Gneo Pompeo Strabone. Secondo questa versione, Cinna, presumibilmente in ginocchio, implorò pietà al centurione che lo stava per assassinare, dandogli un anello con un prezioso sigillo, e lui rispose: "Non sono venuto qui per sigillare accordi, ma per punire un tiranno illegale e malvagio". Ma probabilmente questa versione è stata appositamente inventata per conferire maggiore drammatizzazione al racconto, come tipico delle opere di Plutarco.

## Famiglia
Al momento della sua morte Cinna era sposato con Annia, da cui ebbe tre figli: Lucio, pretore nel 44 a.C., e altre due femmine. La più grande andò in sposa a Gneo Domizio Enobarbo, morto nella guerra contro i Sillani, la seconda era Cornelia Cinna, seconda moglie di Gaio Giulio Cesare, il famoso dittatore. Questo matrimonio, secondo alcuni, sarebbe stato organizzato da Cinna stesso ancora in vita.
Annia, dopo la morte del marito, si sposò nuovamente con Marco Pupio Pisone Frugi Calpurniano.

## Fonti
Lucio Cornelio Cinna potrebbe aver ricoperto un ruolo prominente nelle memorie del suo nemico Lucio Cornelio Silla, il cui testo è stato perduto con l'eccezione di qualche frammento. Cenni a Cinna e alle sue imprese si trovano in numerose opere di Marco Tullio Cicerone.
Nell'Ab Urbe Condita di Tito Livio, a giudicare dalle Periochae, sarebbe apparso in numerosi libri. Il libro LXXIX avrebbe descritto il suo consolato e lo scoppio della guerra con Ottavio, il libro LXXX la cattura di Roma e il terrore di Cinna e Mario, mentre il libro LXXXIII la preparazione per la guerra con Silla e la morte. Ma di tutte queste parti sono pervenute solo le Periochae.
Due scrittori greci forniscono la maggior parte delle informazioni su Cinna: Plutarco, all'interno delle sue Vite parallele, in particolare quelle dedicate a Silla, Mario e Pompeo, e Appiano di Alessandria, che dedicò molta attenzione a Cinna nei capitoli 64-78 del primo libro dedicato alle guerre civili.
Alcuni episodi della biografia di Cinna sono contenuti nelle raccolte di aneddotica storica latina come quelle di Valerio Massimo e Pseudo-Aurelio Vittore, e in una serie di valutazioni generali della storia romana, scritte da autori come Velleio Patercolo, Lucio Anneo Floro, Eutropio, e Paolo Orosio.
Le informazioni su Cinna delle fonti antiche sono raccolte nella Realencyclopädie der Classischen Altertumswissenschaft, chiamata anche Pauly-Wissowa.

## Valutazione e interpretazione del personaggio

### Nelle fonti
Di Cinna si sa meno che di qualsiasi altro membro di spicco delle fazioni politiche nell'epoca delle guerre civili. Müntzer considera più verosimili le testimonianze sulla personalità di Cinna lasciate dai giovani contemporanei di quest'ultimo, primo fra tutti Marco Tullio Cicerone: ma quest'ultimo di Cinna considera solo l'aspetto crudele, affiliato perlopiù agli orrori del terrore mariano, e ciò entra a far parte di una tradizione fondata da scrittori a favore di Silla che tendevano a demonizzare i protagonisti dello schieramento dei populares e ad esagerare la portata del massacro attuato da Mario e Cinna.
Alla vigilia della prossima guerra civile, alla fine del 50 a.C., Cicerone scrisse che Cesare, se dovesse sconfiggere Pompeo, "non sarà più clemente nella purga dei cittadini più illustri di quanto lo fosse stato Cinna", perché secondo lui, durante il regno di Cinna, "tutti i diritti e ogni dignità furono violati nella repubblica" e la morte o la dipartita di un certo numero di persone illustri portarono ad una situazione tale che Publio Antistio, un dicitore mediocre, divenne l'oratore più importante in città.
Diodoro Siculo fa denotare un certo disprezzo nei confronti di Cinna per il giuramento pronunciato e l'enormità dei crimini che aveva commesso; nella sua opera Bibliotheca historica, la morte di Cinna diventa una meritata punizione di Nemesi, la dea della giustizia distributiva.
Plutarco, nella scena del giuramento "di fedeltà" a Silla, cerca chiaramente di sottolineare la depravazione di Cinna, che non mantenne la parola data. Lo chiama sconsiderato e afferma che già all'inizio della sua lotta con Gneo Ottavio "lottò per la tirannia".
Appiano riferisce che Cinna iniziò a difendere i diritti degli italici "come dicono" a seguito di una tangente di trecento talenti, specificando inoltre che i suoi sostenitori, già prima dello scoppio dei combattimenti di strada a Roma dell'87 a.C. erano armati, e che Gneo Ottavio era sostenuto dalla "parte migliore del popolo".
Velleio Patercolo credeva che l'abrogazione della carica di console di Cinna nell'87 a.C. fosse meritata, tuttavia, ne ha commentato la morte con le seguenti affermazioni:
Di lui, si può ben dire che osò compiere quello che nessun uomo nella norma ebbe mai l'audacia di fare, e che riuscì a fare ciò che nessuno, se non il più forte di tutti, sarebbe mai riuscito a fare; egli fu davvero un impavido nel decidere, un vero uomo nell'andare fino in fondo.»
(Velleio Patercolo, Historiae Romanae ad M. Vinicium consulem libri duo, II, 24, 5)
Müntzer ad ogni modo ammette chiaramente che, nel complesso, la personalità di Cinna rimane per noi avvolta dall'oscurità.

### Nella storiografia
Theodor Mommsen ha definito Cinna "un uomo comune, guidato dal più basso egoismo". Il suggerimento di Appiano di una tangente sembrava allo storico tedesco credibile e credeva che Cinna fosse stato semplicemente comprato dai sostenitori di Gaio Mario, rimanendo di per sé "l'espressione non tanto di un partito, quanto di un'accozzaglia di malcontenti senza un vero scopo politico". Durante il terrore mariano a Roma, del resto, Cinna non ebbe il coraggio di fermare il suo alleato. Il potere di Cinna sembrava a Mommsen "una combinazione del più dispotico potere colla più completa impotenza e incapacità dei reggenti". Sia Mommsen sia molti altri storici videro il governo di Cinna come una vera e propria dittatura.
Ma nella storiografia degli ultimi decenni è iniziata una certa rivalutazione. Molti storici vedono in Cinna il sovrano che ha notevolmente ammorbidito la politica di Gaio Mario: ha fermato il terrore, ha attuato una serie di riforme moderate e ha affrontato con successo gli estremisti nel suo stesso campo: Carbone e Mario il giovane.
Il ricercatore russo G. Knabe considera Cinna, insieme ai fratelli Gracchi, Silla, Gaio Giulio Cesare e altri, un numero di "personalità brillanti e nettamente definite che non si umiliano davanti alle tradizioni e all'opinione pubblica, agendo a proprio rischio e pericolo", diventando "un segno dei tempi, il simbolo che distingueva questa epoca dalla precedente e dalla successiva".

## Nella cultura
Cinna è un personaggio del romanzo "Сулла" di Georgy Dmitrievich Gulia e anche de I giorni della gloria di Colleen McCullough. In entrambi i libri, appare solo in connessione con gli eventi dell'88-86 a.C.

### Fonti antiche
- (GRC) Appiano di Alessandria, Guerre Civili, Storia Romana,  I, 64-81.
- (GRC) Cassio Dione, Storia Romana,  XXX-XXXV.
- (LA) Granio Liciniano, Annales,  XXXV-XXXVI.
- (LA) Tito Livio, Ab Urbe Condita libri,  Periochae, LXXIX-LXXXIV.
- (GRC) Plutarco, Vite Parallele,  Mario.
- (GRC) Plutarco, Vite Parallele,  Pompeo, 1-5.
- (GRC) Plutarco, Vite Parallele,  Silla.
- (LA) Velleio Patercolo, Historiae Romanae ad M. Vinicium consulem libri duo (testo latino ).

### Studi moderni
- (EN) Harold Bennett, Cinna and His Times, Menasha, Wisconsin, George Banta Publishing Company, 1923.
- (EN) Christoph Meinhard Bulst, "Cinnanum Tempus": A Reassessment of the "Dominatio Cinnae", in Historia: Zeitschrift für Alte Geschichte, vol. 13, n. 3, 1964,  pp. 307-337. URL consultato il 17 luglio 2022.
- Theodor Mommsen, IX. Cinna e Silla, in Antonio Quattrini (a cura di), La rivoluzione. Parte seconda: Fino alla Morte di Silla, Storia di Roma., traduzione di Antonio Quattrini, vol. 6, E-text, 1º mar 2018,  pp. 75-105, ISBN 9788828100393.
- (DE) Friedrich Münzer, Cornelius 106, in Paulys Realencyclopädie der classischen Altertumswissenschaft, IV, 1, 1900  [1837],  pp. 1282-1287.